# مرض استوائي مهمل
الأمراض المدارية المهملة هي مجموعة متنوعة من الالتهابات المدارية الشائعة بين السكان ذوي الدخل المنخفض في المناطق النامية في أفريقيا وآسيا والأمريكتين. وهي ناتجة عن مجموعة متنوعة من العوامل الممرضة مثل الفيروسات والبكتيريا والأوالي والديدان الطفيلية. تختلف هذه الأمراض عن الأمراض المعدية الثلاثة الكبرى (الإيدز والسل والملاريا)، والتي تتلقى بشكل عام علاجًا وتمويلًا بحثيًا أكثر. في أفريقيا جنوب الصحراء، يمكن مقارنة تأثير هذه الأمراض كمجموعة بالملاريا والسل. يمكن أن تؤدي العدوى المشتركة للأمراض المدارية المهملة إلى جعل الإيدز والسل أكثر خطورة.
في بعض الحالات، تكون العلاجات غير مكلفة نسبيًا. على سبيل المثال، يبلغ علاج داء البلهارسيا 0.20 دولار أمريكي لكل طفل سنويًا. لكن في عام 2010، أشارت التقديرات إلى أن مكافحة الأمراض المهملة تتطلب تمويلًا يتراوح بين 2-3 مليار دولار أمريكي على مدى 5-7 سنين تالية. التزمت بعض شركات الأدوية بالتبرع بجميع العلاجات اللازمة للأدوية، ونجحوا بإعطاء الأدوية على نطاق واسع (على سبيل المثال، طرد الديدان) في العديد من البلدان. رغم ذلك، غالبًا ما يكون الوصول إلى التدابير الوقائية أكثر سهولة في الدول المتقدمة، لكنها ليست متاحة عالميًا في المناطق الأفقر.
في الدول المتقدمة، تصيب الأمراض المدارية المهملة أفقر الأفراد في المجتمع. في الولايات المتحدة، هناك ما يصل إلى 1.46 مليون أسرة بما في ذلك 2.8 مليون طفل يعيشون على أقل من دولارين في اليوم. في بلدان مثل هذه، غالبًا ما تطغى قضايا الصحة العامة الأخرى على الأمراض المدارية المهملة. ومع ذلك، تعرّض العديد من هذه القضايا السكان للخطر في الدول المتقدمة مثل الدول النامية. على سبيل المثال، يمكن أن تنشأ مشاكل أخرى من الفقر الذي يعرض الأفراد لناقلات هذه الأمراض، مثل عدم توفر السكن الملائم.
تعطي منظمة الصحة العالمية الأولوية لعشرين مرض مداري مهمل، رغم أن المنظمات الأخرى تعرّف الأمراض المدارية المهملة بشكل مختلف. أُضيفت الإصابة بالفطار الاصطباغي وغيره من الفطريات العميقة والجرب والطفيليات البرانية الأخرى والتسمم بلدغات الأفاعي إلى القائمة في عام 2017. تعد هذه الأمراض شائعة في 149 دولة، وتصيب أكثر من 1.4 مليار شخص (بما في ذلك أكثر من 500 مليون طفل) وتكلف الاقتصادات النامية مليارات الدولارات سنويًا. أسفرت عن وفاة 142000 في عام 2013-انخفاضًا من 204000 حالة وفاة في عام 1990. استُهدف اثنان من الأمراض العشرين بهدف استئصالها (داء التنينات (داء دودة غينيا) بحلول عام 2015 والداء العليقي بحلول عام 2020)، وأربعة بهدف القضاء عليها (التراخوما المسببة للعمى، وداء المثقبيات الأفريقي البشري، والجذام، وداء الفيل) بحلول عام 2020.

## قائمة الأمراض
هناك جدل بين منظمة الصحة العالمية ومراكز مكافحة الأمراض واتقائها وخبراء الأمراض المعدية حول الأمراض المصنفة على أنها أمراض مدارية مهملة. أشار فيسي، باحث في الأمراض المدارية المهملة، إلى 13 مرض مداري مهمل: داء الأسكارس، وقرحة بورولي، وداء شاغاس، وداء التنينات، وعدوى دودة الأنسيلوستوما، وداء المثقبيات الأفريقي البشري، وداء الليشمانيات، والجذام، وداء الفيل، وداء كلابية الذنب، وداء البلهارسيات، والتراخوما، وداء المسلكات. ذكر فينويك 12 مرض مداري مهمل «أساسي»: نفس الحالات المذكورة أعلاه، باستثناء دودة الأنسيلوستوما.
تنتج هذه الأمراض عن أربع فئات مختلفة من مسببات الأمراض: (1) الأوالي (مرض شاغاس، داء المثقبيات الأفريقي البشري، داء الليشمانيات)؛ (2) البكتيريا (قرحة بورولي، الجذام، التراخوما، الداء العليقي)، (3) الديدان الطفيلية أو التوالي (داء الكيسات المذنبة/ داء الشريطيات، داء التنينات، داء المشوكات، داء المبيضات المنقولة بالغذاء، داء الفيل، داء كلابية الذنب، داء البلهارسيات، وداء الديدان الطفيلية المنقولة بالتربة)؛ (4) الفيروسات (حمى الضنك والتشيكونغوانيا وداء الكلب).

### قرحة بورولي
تنتج قرحة بورولي عن بكتيريا المتفطرة المقرحة. وهي إحدى الكائنات الحية التي تسبب السل والجذام، لكن المتفطرة المقرحة تنتج سمًا هو المايكولاكتون الذي يخرب الأنسجة. يعد مدى انتشار قرحة بورولي غير معروف. خطر الوفاة منخفض، رغم أن العدوى الثانوية يمكن أن تكون قاتلة. تسبب هذه القرحة تشوهًا وعجزًا وآفات جلدية، ويمكن تداركها بإجراءات مبكرة كالعلاج بالصادات الحيوية والجراحة. تنتشر في أفريقيا وآسيا وأمريكا اللاتينية.

### مرض شاغاس
يُعرف مرض شاغاس أيضًا باسم داء المثقبيات الأمريكي. هناك نحو 15 مليون شخص مصاب بمرض شاغاس. تكون احتمالية الإمراضية أعلى لدى الأفراد المصابين بنقص مناعة والأطفال والمسنين، ولكنها منخفضة جدًا إذا عولجت مبكرًا. لا يؤدي مرض شاغاس إلى الوفاة بسرعة، بل يسبب أعراض مزمنة منهكة لعدة سنوات. يحدث المرض نتيجة عدوى بالأوالي الناقلة وينتقل بالتماس مع براز الفسافس الملوث بالتريبانوسوما الكروزية. يمكن أن تدخل الأوالي إلى الجسم عن طريق لدغة الحشرة أو تشققات الجلد أو الأغشية المخاطية. يمكن أن تحدث العدوى بتناول الطعام الملوث بها والتلامس مع سوائل الجسم الملوثة. هناك مرحلتان لمرض شاغاس. عادةً ما تكون المرحلة الحادة بدون أعراض. تشمل الأعراض الأولى القرحة الصلبة، ووذمة مدارية أرجوانية أحادية الجانب، وتضخم العقد اللمفية الموضعي، وحمى مصحوبة بمجموعة متنوعة من الأعراض الأخرى بحسب موقع الإصابة. تحدث المرحلة المزمنة في 30% من إجمالي حالات العدوى ويمكن أن تتخذ ثلاثة أشكال، آفات عديمة الأعراض (الأكثر شيوعًا) وآفات قلبية وهضمية.
يمكن الوقاية من مرض شاغاس عن طريق تجنب لدغات الحشرات برش المبيدات الحشرية والوقاية المنزلية واستخدام الناموسيات والأغذية الصحية والرعاية الطبية والممارسات المخبرية والفحوصات. يمكن علاجه أيضًا بالأدوية، رغم أنها قد تسبب آثار جانبية شديدة. يمكن تشخيصه من خلال اختبار مصلي، رغم أن الاختبار ليس دقيقًا جدًا.

### حمى الضنك والشيكونغونيا
هناك 50-100 مليون إصابة بفيروس حمى الضنك سنويًا. عادةً ما تكون حمى الضنك غير مميتة، لكن الإصابة بإحدى الأنماط المصلية الأربعة يمكن أن تزيد من التعرض اللاحق للأنماط المصلية الأخرى، ما يؤدي إلى مرض قاتل محتمل يسمى حمى الضنك الشديد. تنجم حمى الضنك عن فيروسة مصفرة، وتنتشر غالبًا عن طريق لدغة بعوضة الزاعجة المصرية. لا يوجد علاج لأي من حمى الضنك أو حمى الضنك الشديدة بما تتجاوز الرعاية التلطيفية. تشمل الأعراض حمى شديدة وأعراض شبيهة بالإنفلونزا. تنتشر في آسيا وأمريكا اللاتينية وشمال أستراليا.
الشيكونغونيا هو مرض فيروسي منقول بالمفصليات ينتقل عن طريق البعوضة الزاعجة المنقطة بالأبيض والزاعجة المصرية. عُزل الفيروس لأول مرة عند تفشيه في تنزانيا عام 1952. ينتمي فيروس الشيكونغونيا إلى جنس الفيروسة الألفاوية وعائلة الفيروسات الطخائية. كلمة شيكونغونيا مشتقة من اللغة الماكوندية وتعني «ما ينحني»، وهذا يشير إلى آلام المفاصل الشديدة التي تسببها لدى المريض. يمكن الخلط بين الأعراض، التي تظهر بشكل عام بعد 5-7 أيام من التعرض، مع حمى الضنك وتشمل هذه الأعراض الحمى والطفح الجلدي والصداع وآلام المفاصل والتورم. ينتشر المرض بشكل رئيسي في أفريقيا وآسيا.

## قائمة الأمراض

### المثقبيات
- داء الليشمانيات
- داء المثقبيات الأفريقي (مرض النوم)
- داء المثقبيات الأمريكي (داء شاغاس)

### الديدانالطفيلية
- داء البلهارسيات
- داء الفيلاريات
- داء كلابية الذنب (العمى النهري)
- داء التنينات

### الجراثيم
- الجذام
- قرحة بورولي
- التراخوما
- الكوليرا
- أمراض اللولبيات المتوطنة مثل الداء العليقي (اليوز) والبنتا والزهري المتوطن

### الأخماجالفيروسية
- الحمى الصفراء
- حمى الدنك
- التهاب الدماغ الياباني